# ماركوس لانتز
ماركوس لانتز (بالسويدية: Marcus Lantz)‏ هو لاعب كرة قدم سويدي في مركز الوسط، ولد في 23 أكتوبر 1975 في Bromölla Municipality ‏ في السويد. شارك مع منتخب السويد لكرة القدم. أما مع النوادي، فقد لعب مع نادي بروندبي ونادي تورينو ونادي هلسينغبورغ وهانزا روستوك.

## وصلات خارجية
- ماركوس لانتز على موقع اتحاد السويد (السويدية)
- ماركوس لانتز على موقع قاعدة بيانات كرة القدم.إي يو (الإنجليزية)
- ماركوس لانتز على موقع بيانات كرة القدم. دي إي (الألمانية)
- ماركوس لانتز على موقع ناشيونال فوتبول تيمز (الإنجليزية)
- ماركوس لانتز على موقع Soccerway.com (الإنجليزية)
- ماركوس لانتز على موقع عالم كرة القدم.نت (الإنجليزية)